# Grodnik (Masyw Śnieżnika)
Grodnik - wzniesienie 626 m n.p.m. w południowo-zachodniej Polsce w Sudetach Wschodnich, w Masywie Śnieżnika - Krowiarkach.

## Położenie i charakterystyka
Rozległe wzniesienie położone w Sudetach Wschodnich, w północno-zachodniej części Masywu Śnieżnika, w północno-zachodnim  grzbiecie odchodzącym od Śnieżnika, w północnej części Krowiarek, około 2,5 km, na południe od miejscowości Trzebieszowice. Położone jest w głównym grzbiecie Krowiarek pomiędzy Kwaśniakiem na południu a Różanką na północnym zachodzie.

## Budowa geologiczna
Wzniesienie  zbudowane ze skał metamorficznych, głównie łupków łyszczykowych i gnejsów należących do metamorfiku Lądka i Śnieżnika.

## Roślinność
Wzniesienie w większości pokrywają pola i łąki, sam szczyt i fragmenty zboczy porastają lasy świerkowe i mieszane.

## Turystyka
Obniżeniem między Grodnikiem a Kwaśniakiem przechodzi szlak turystyczny
- żółty - z Żelazna na Przełęcz Puchaczówkę.